# マディソン (犬)
マディソン（Madison）は、俳優犬として活動するラブラドール・レトリバーである。テレビドラマ『LOST』でヴィンセントを演じた。
マディソンは雌であるが、『LOST』では雄の設定で登場した。

## 経歴
ハワイ州出身である。所有者のキム・スタールは会計士として働く傍ら、パートタイムのドッグトレーナーを務めている。俳優となる以前には追跡犬を務め、また服従競争大会に参加していた。2001年にはハワイで8位の服従犬となった。スタールはマディソンの娘のByrddeeとジェーンを含む親族たちも所有している。